# Satz von Feldman-Hájek
Der Satz von Feldman-Hájek ist ein mathematischer Satz aus der Stochastik und ein wichtiger Satz aus der Theorie der gaußschen Maße. Er ist eines der Dichotomie-Resultate für das gaußsche Maß und sagt, dass zwei gaußsche Maße auf demselben lokalkonvexen Raum entweder äquivalent oder singulär zueinander sind. Ein ähnliches Resultat lieferte der Satz von Kakutani von 1948 für abzählbar-unendliche Produkträume und allgemeine Wahrscheinlichkeitsmaße.
Der Satz von Feldman-Hájek wurde unabhängig von dem Amerikaner Jacob Feldman (1958) und dem Tschechen Jaroslav Hájek (1959) für Hilbert-Räume gezeigt.
Das Theorem spielt allgemein eine wichtige Rolle in der Analysis auf unendlich-dimensionalen Räumen, da man dort häufig als Referenzmaß ein gaußsches Maß an Stelle des Lebesgue-Maßes nimmt.

## Satz von Feldman-Hájek
Sei {\displaystyle X} ein lokalkonvexer Raum, {\displaystyle X\,'} der dazugehörige topologische Dualraum und {\displaystyle {\mathcal {E}}(X,X\,')} die zylindrische σ-Algebra.
Seien {\displaystyle \mu } und {\displaystyle \nu } zwei gaußsche Maße auf {\displaystyle (X,{\mathcal {E}}(X,X\,'))}, dann gilt entweder Äquivalenz {\displaystyle \mu \sim \nu } oder Singularität {\displaystyle \mu \perp \nu }.

### Bemerkung
- Singularität ist eine symmetrische Relation, das heißt aus {\displaystyle \mu \perp \nu } folgt auch {\displaystyle \nu \perp \mu }.
- Der Satz liefert keine Bedingung dafür, welcher der Fälle auftritt. Betrachtet man einen abzählbaren Produkt-Raum, so liefert der Satz von Kakutani eine Bedingung über das Hellinger-Integral, welche sagt, ob die beiden Maße äquivalent oder singulär sind.

## Beweis-Skizze
Es existiert eine Zerlegung {\displaystyle \mu =\mu _{a}+\mu _{s}}, so dass {\displaystyle \mu _{s}} singulär zu {\displaystyle \nu } und {\displaystyle \mu _{a}} absolutstetig bezüglich {\displaystyle \nu } ist, d. h. {\displaystyle \mu _{a}=\mu |_{A}\ll \nu } für ein {\displaystyle A\in {\mathcal {E}}(X,X\,')}.
Sei {\displaystyle \varphi \in \mathbb {R} } ein beliebiger Winkel, so dass {\displaystyle \varphi \neq 2k\pi /3} für alle {\displaystyle k\in \mathbb {Z} } gilt. Definiere den Operator {\displaystyle T_{\varphi }:X^{3}\to X^{3}} durch
{\displaystyle T_{\varphi }={\begin{pmatrix}a&b&c\\c&a&b\\b&c&a\end{pmatrix}},\qquad a:={\tfrac {1}{3}}+{\tfrac {2}{3}}\cos \varphi ,\quad b:={\tfrac {1}{3}}-{\tfrac {1}{3}}\cos \varphi -{\tfrac {1}{\sqrt {3}}}\sin \varphi ,\quad c:={\tfrac {1}{3}}-{\tfrac {1}{3}}\cos \varphi +{\tfrac {1}{\sqrt {3}}}\sin \varphi .}
Beachte, dass {\displaystyle a+b+c=1}. Ein Resultat aus der Theorie der gaußschen Maße sagt nun, dass alle unter {\displaystyle T_{\varphi }} invarianten Maße dreifache Produktmaße {\displaystyle \lambda ^{3}=\lambda \otimes \lambda \otimes \lambda } gaußscher Maße {\displaystyle \lambda } sind. Falls {\displaystyle \mu (A)>0}, dann ist {\displaystyle \mu _{a}/\mu (A)} unter {\displaystyle T_{\varphi }} invariant und deshalb ein gaußsches Maß. Ein weiteres Resultat zeigt nun, dass wenn {\displaystyle \mu _{a}/\mu (A)} gaußsch ist, dann muss {\displaystyle \mu (A)=1} gelten und somit {\displaystyle \mu _{a}=\mu } und {\displaystyle \mu \ll \nu }. Das gleiche Argument gilt für {\displaystyle \nu \ll \mu }. Falls {\displaystyle \mu (A)=0}, dann ist {\displaystyle \mu \perp \nu }.